# Gira México por siempre
La Gira México por siempre fue una serie de conciertos realizados por el intérprete mexicano Luis Miguel para promocionar su disco ¡México por siempre!.

## Historia
Esta gira comenzó con cinco conciertos en el Auditorio Nacional de la Ciudad de México.

## Lista de canciones
| \| Gira México por siempre: (18 conciertos) 21/feb/2018 – 28/abr/2018 \| \| \| \| \| \| N.º \| Título \| Álbum original \| Duración \| \| \| 1. \| «Intro / Si te vas» \| Nada es igual \| \| \| \| 2. \| «Tú solo tú» \| Amarte es un placer \| \| \| \| 3. \| «Amor, Amor, Amor» \| Mis romances \| \| \| \| 4. \| «Tres palabras(hasta el 2 de marzo)» \| Luis Miguel \| \| \| \| 5. \| «"Ahora que te vas" ó "Devuélveme el amor"» \| 33 \| \| \| \| 6. \| «Medley» (Por debajo de la mesa / No se tú) \| Romances, Romance \| \| \| \| 7. \| «Medley» (Busca una mujer / Cuestión de piel / Oro de ley) \| Busca una mujer, 20 años \| \| \| \| 8. \| «Esa niña» \| Busca una mujer \| \| \| \| 9. \| «Medley» (Amante del amor / Más allá de todo / Fría como el viento / Tengo todo excepto a ti / Entrégate) \| 20 años, Busca una mujer \| \| \| \| 10. \| «Medley» (Hoy el aire huele a ti / Siento / Más / Sintiéndote lejos) \| 20 años, Luis Miguel, Nada es igual \| \| \| \| 11. \| «Todo por su amor» \| Nada es igual \| \| \| \| 12. \| «Interludio (Saxofón) / Hasta que me olvides» \| Aries \| \| \| \| 13. \| «Te necesito» \| 33 \| \| \| \| 14. \| «Tú y yo» \| Aries \| \| \| \| 15. \| «La barca» \| Romance \| \| \| \| 16. \| «La mentira» \| Romance \| \| \| \| 17. \| «Contigo en la distancia» \| Romance \| \| \| \| 18. \| «La gloria eres tú» \| Romances \| \| \| \| 19. \| «Intro / La fiesta del mariachi» \| ¡México por siempre! \| \| \| \| 20. \| «Soy lo prohibido» \| ¡México por siempre! \| \| \| \| 21. \| «Serenata huasteca» \| ¡México por siempre! \| \| \| \| 22. \| «No discutamos» \| ¡México por siempre! \| \| \| \| 23. \| «El siete mares» \| ¡México por siempre! \| \| \| \| 24. \| «¿Por qué te conocí?» \| ¡México por siempre! \| \| \| \| 25. \| «Llamarada» \| ¡México por siempre! \| \| \| \| 26. \| «El Balajú / Huapango» \| ¡México por siempre! \| \| \| \| 27. \| «Mujer de fuego» \| Luis Miguel \| \| \| \| 28. \| «Medley» (No me puedes dejar así / Palabra de honor / La incondiconal) \| Decídete, Palabra de honor, Busca una mujer \| \| \| \| 29. \| «Medley» (Separados / 1 + 1 = 2 Enamorados / Directo al corazón) \| Busca una mujer, 1+1=2 enamorados, Directo al corazón \| \| \| \| 30. \| «Suave» \| Aries \| \| \| \| 31. \| «Medley» (Decídete / Muchachos de hoy / Ahora te puedes marchar / La chica del bikini azul / Isabel / Cuando calienta el sol) \| Decídete, Palabra de honor, Fiebre de amor, Soy como quiero ser \| \| \| \| 32. \| «Cucurrucucú Paloma» \| \| \| \| | |                                                                 |          |  |
| Gira México por siempre: (18 conciertos) 21/feb/2018 – 28/abr/2018 | |                                                                 |          |  |
| N.º | Título | Álbum original                                                  | Duración |  |
| 1. | «Intro / Si te vas» | Nada es igual                                                   |          |  |
| 2. | «Tú solo tú» | Amarte es un placer                                             |          |  |
| 3. | «Amor, Amor, Amor» | Mis romances                                                    |          |  |
| 4. | «Tres palabras(hasta el 2 de marzo)»                                                                                          | Luis Miguel                                                     |          |  |
| 5. | «"Ahora que te vas" ó "Devuélveme el amor"»                                                                                   | 33                                                              |          |  |
| 6. | «Medley» (Por debajo de la mesa / No se tú)                                                                                   | Romances, Romance                                               |          |  |
| 7. | «Medley» (Busca una mujer / Cuestión de piel / Oro de ley)                                                                    | Busca una mujer, 20 años                                        |          |  |
| 8. | «Esa niña» | Busca una mujer                                                 |          |  |
| 9. | «Medley» (Amante del amor / Más allá de todo / Fría como el viento / Tengo todo excepto a ti / Entrégate)                     | 20 años, Busca una mujer                                        |          |  |
| 10. | «Medley» (Hoy el aire huele a ti / Siento / Más / Sintiéndote lejos)                                                          | 20 años, Luis Miguel, Nada es igual                             |          |  |
| 11. | «Todo por su amor» | Nada es igual                                                   |          |  |
| 12. | «Interludio (Saxofón) / Hasta que me olvides»                                                                                 | Aries                                                           |          |  |
| 13. | «Te necesito» | 33                                                              |          |  |
| 14. | «Tú y yo» | Aries                                                           |          |  |
| 15. | «La barca» | Romance                                                         |          |  |
| 16. | «La mentira» | Romance                                                         |          |  |
| 17. | «Contigo en la distancia» | Romance                                                         |          |  |
| 18. | «La gloria eres tú» | Romances                                                        |          |  |
| 19. | «Intro / La fiesta del mariachi»                                                                                              | ¡México por siempre!                                            |          |  |
| 20. | «Soy lo prohibido» | ¡México por siempre!                                            |          |  |
| 21. | «Serenata huasteca» | ¡México por siempre!                                            |          |  |
| 22. | «No discutamos» | ¡México por siempre!                                            |          |  |
| 23. | «El siete mares» | ¡México por siempre!                                            |          |  |
| 24. | «¿Por qué te conocí?» | ¡México por siempre!                                            |          |  |
| 25. | «Llamarada» | ¡México por siempre!                                            |          |  |
| 26. | «El Balajú / Huapango» | ¡México por siempre!                                            |          |  |
| 27. | «Mujer de fuego» | Luis Miguel                                                     |          |  |
| 28. | «Medley» (No me puedes dejar así / Palabra de honor / La incondiconal)                                                        | Decídete, Palabra de honor, Busca una mujer                     |          |  |
| 29. | «Medley» (Separados / 1 + 1 = 2 Enamorados / Directo al corazón)                                                              | Busca una mujer, 1+1=2 enamorados, Directo al corazón           |          |  |
| 30. | «Suave» | Aries                                                           |          |  |
| 31. | «Medley» (Decídete / Muchachos de hoy / Ahora te puedes marchar / La chica del bikini azul / Isabel / Cuando calienta el sol) | Decídete, Palabra de honor, Fiebre de amor, Soy como quiero ser |          |  |
| 32. | «Cucurrucucú Paloma» |                                                                 |          |  |

| \| Gira México por siempre: (11 conciertos) 10/abr/2018 – 28/abr/2018 \| \| \| \| \| \| N.º \| Título \| Álbum original \| Duración \| \| \| 1. \| «Intro / Si te vas» \| Nada es igual \| \| \| \| 2. \| «Tú solo tú» \| Amarte es un placer \| \| \| \| 3. \| «Amor, Amor, Amor» \| Mis romances \| \| \| \| 4. \| «Devuélveme el amor» \| 33 \| \| \| \| 5. \| «Medley» (Por debajo de la mesa / No se tú) \| Romances, Romance \| \| \| \| 6. \| «Medley» (Un hombre busca una mujer / Cuestión de piel / Oro de ley) \| Busca una mujer, 20 años \| \| \| \| 7. \| «Esa niña» \| Busca una mujer \| \| \| \| 8. \| «Medley» (Amante del amor / Más allá de todo / Fría como el viento / Tengo todo excepto a ti / Entrégate) \| 20 años, Busca una mujer \| \| \| \| 9. \| «Medley» (Hoy el aire huele a ti / Siento / Más / Sintiéndote lejos) \| 20 años , Luis Miguel, Nada es igual \| \| \| \| 10. \| «Hasta que me olvides» \| Aries \| \| \| \| 11. \| «Medley» (No me puedes dejar así / Palabra de honor / La incondicional) \| Decídete, Palabra de honor, Busca una mujer \| \| \| \| 12. \| «Te necesito» \| 33 \| \| \| \| 13. \| «Tú y yo / Repise» \| Aries \| \| \| \| 14. \| «La barca» \| Romance \| \| \| \| 15. \| «La mentira» \| Romance \| \| \| \| 16. \| «Contigo en la distancia» \| Romance \| \| \| \| 17. \| «Intro / La fiesta del mariachi» \| ¡México por siempre! \| \| \| \| 18. \| «Llamarada» \| ¡México por siempre! \| \| \| \| 19. \| «Intro / El Balajú / Huapango» \| ¡México por siempre! \| \| \| \| 20. \| «La bikina» \| Vivo \| \| \| \| 21. \| «Sabes una cosa» \| México en la piel \| \| \| \| 22. \| «Serenata Huasteca (Sometimes)» \| ¡México por siempre! \| \| \| \| 23. \| «El siete mares (Sometimes)» \| ¡México por siempre! \| \| \| \| 24. \| «Soy lo prohibido (Sometimes)» \| ¡México por siempre! \| \| \| \| 25. \| «No discutamos (Sometimes)» \| ¡México por siempre! \| \| \| \| 26. \| «El viajero (Sometimes)» \| México en la piel \| \| \| \| 27. \| «Amanecí entre tus brazos» \| El concierto \| \| \| \| 28. \| «Si nos dejan (Sometimes)» \| El concierto \| \| \| \| 29. \| «De qué manera te olvido (Sometimes)» \| México en la piel \| \| \| \| 30. \| «Mi ciudad (Sometimes)» \| México en la piel \| \| \| \| 31. \| «Suave (Sometimes)» \| Aries \| \| \| \| 32. \| «Medley» (Decídete / Muchachos de hoy / Ahora te puedes marchar / La chica del bikini azul / Isabel / Cuando calienta el sol) \| Decídete, Palabra de honor, Fiebre de amor, Soy como quiero ser \| \| \| | |                                                                 |          |  |
| Gira México por siempre: (11 conciertos) 10/abr/2018 – 28/abr/2018 | |                                                                 |          |  |
| N.º | Título | Álbum original                                                  | Duración |  |
| 1. | «Intro / Si te vas» | Nada es igual                                                   |          |  |
| 2. | «Tú solo tú» | Amarte es un placer                                             |          |  |
| 3. | «Amor, Amor, Amor» | Mis romances                                                    |          |  |
| 4. | «Devuélveme el amor» | 33                                                              |          |  |
| 5. | «Medley» (Por debajo de la mesa / No se tú)                                                                                   | Romances, Romance                                               |          |  |
| 6. | «Medley» (Un hombre busca una mujer / Cuestión de piel / Oro de ley)                                                          | Busca una mujer, 20 años                                        |          |  |
| 7. | «Esa niña» | Busca una mujer                                                 |          |  |
| 8. | «Medley» (Amante del amor / Más allá de todo / Fría como el viento / Tengo todo excepto a ti / Entrégate)                     | 20 años, Busca una mujer                                        |          |  |
| 9. | «Medley» (Hoy el aire huele a ti / Siento / Más / Sintiéndote lejos)                                                          | 20 años , Luis Miguel, Nada es igual                            |          |  |
| 10. | «Hasta que me olvides» | Aries                                                           |          |  |
| 11. | «Medley» (No me puedes dejar así / Palabra de honor / La incondicional)                                                       | Decídete, Palabra de honor, Busca una mujer                     |          |  |
| 12. | «Te necesito» | 33                                                              |          |  |
| 13. | «Tú y yo / Repise» | Aries                                                           |          |  |
| 14. | «La barca» | Romance                                                         |          |  |
| 15. | «La mentira» | Romance                                                         |          |  |
| 16. | «Contigo en la distancia» | Romance                                                         |          |  |
| 17. | «Intro / La fiesta del mariachi»                                                                                              | ¡México por siempre!                                            |          |  |
| 18. | «Llamarada» | ¡México por siempre!                                            |          |  |
| 19. | «Intro / El Balajú / Huapango»                                                                                                | ¡México por siempre!                                            |          |  |
| 20. | «La bikina» | Vivo                                                            |          |  |
| 21. | «Sabes una cosa» | México en la piel                                               |          |  |
| 22. | «Serenata Huasteca (Sometimes)»                                                                                               | ¡México por siempre!                                            |          |  |
| 23. | «El siete mares (Sometimes)»                                                                                                  | ¡México por siempre!                                            |          |  |
| 24. | «Soy lo prohibido (Sometimes)»                                                                                                | ¡México por siempre!                                            |          |  |
| 25. | «No discutamos (Sometimes)»                                                                                                   | ¡México por siempre!                                            |          |  |
| 26. | «El viajero (Sometimes)» | México en la piel                                               |          |  |
| 27. | «Amanecí entre tus brazos» | El concierto                                                    |          |  |
| 28. | «Si nos dejan (Sometimes)» | El concierto                                                    |          |  |
| 29. | «De qué manera te olvido (Sometimes)»                                                                                         | México en la piel                                               |          |  |
| 30. | «Mi ciudad (Sometimes)» | México en la piel                                               |          |  |
| 31. | «Suave (Sometimes)» | Aries                                                           |          |  |
| 32. | «Medley» (Decídete / Muchachos de hoy / Ahora te puedes marchar / La chica del bikini azul / Isabel / Cuando calienta el sol) | Decídete, Palabra de honor, Fiebre de amor, Soy como quiero ser |          |  |

| \| Gira México por siempre: (19 conciertos) 4/may/2018 – 9/jun/2018 \| \| \| \| \| \| N.º \| Título \| Álbum original \| Duración \| \| \| 1. \| «Intro / Si te vas» \| Nada es igual \| \| \| \| 2. \| «Tú solo tú» \| Amarte es un placer \| \| \| \| 3. \| «Amor, Amor, Amor» \| Mis romances \| \| \| \| 4. \| «Devuélveme el amor» \| 33 \| \| \| \| 5. \| «Medley» (Por debajo de la mesa / No se tú) \| Romances, Romance \| \| \| \| 6. \| «Medley» (Un hombre busca una mujer / Cuestión de piel / Oro de ley) \| Busca una mujer, 20 años \| \| \| \| 7. \| «Culpable o no» \| Busca una mujer \| \| \| \| 8. \| «Medley» (Amante del amor / Más allá de todo / Fría como el viento / Tengo todo excepto a ti / Entrégate) \| 20 años , Busca una mujer \| \| \| \| 9. \| «Medley» (Hoy el aire huele a ti / Siento / Más / Sintiéndote lejos) \| 20 años, Luis Miguel, Nada es igual \| \| \| \| 10. \| «Hasta que me olvides» \| Aries \| \| \| \| 11. \| «Medley» (No me puedes dejar así / Palabra de honor / La incondicional) \| Decídete, Palabra de honor, Busca una mujer \| \| \| \| 12. \| «Te necesito» \| 33 \| \| \| \| 13. \| «Tú y yo / Repise» \| Aries \| \| \| \| 14. \| «La barca» \| Romance \| \| \| \| 15. \| «La mentira» \| Romance \| \| \| \| 16. \| «Contigo en la distancia» \| Romance \| \| \| \| 17. \| «Intro / La fiesta del Mariachi» \| ¡México por siempre! \| \| \| \| 18. \| «Llamarada» \| ¡México por siempre! \| \| \| \| 19. \| «El Balajú / Huapango» \| ¡México por siempre! \| \| \| \| 20. \| «La bikina» \| Vivo \| \| \| \| 21. \| «Sabes una cosa» \| México en la piel \| \| \| \| 22. \| «No discutamos» \| ¡México por siempre! \| \| \| \| 23. \| «Medley» (Ahora te puedes marchar / La chica del bikini azul / Isabel / Cuando calienta el sol) \| Soy como quiero ser, Palabra de honor \| \| \| | |                                             |          |  |
| Gira México por siempre: (19 conciertos) 4/may/2018 – 9/jun/2018 | |                                             |          |  |
| N.º | Título | Álbum original                              | Duración |  |
| 1. | «Intro / Si te vas»                                                                                       | Nada es igual                               |          |  |
| 2. | «Tú solo tú»                                                                                              | Amarte es un placer                         |          |  |
| 3. | «Amor, Amor, Amor»                                                                                        | Mis romances                                |          |  |
| 4. | «Devuélveme el amor»                                                                                      | 33                                          |          |  |
| 5. | «Medley» (Por debajo de la mesa / No se tú)                                                               | Romances, Romance                           |          |  |
| 6. | «Medley» (Un hombre busca una mujer / Cuestión de piel / Oro de ley)                                      | Busca una mujer, 20 años                    |          |  |
| 7. | «Culpable o no»                                                                                           | Busca una mujer                             |          |  |
| 8. | «Medley» (Amante del amor / Más allá de todo / Fría como el viento / Tengo todo excepto a ti / Entrégate) | 20 años , Busca una mujer                   |          |  |
| 9. | «Medley» (Hoy el aire huele a ti / Siento / Más / Sintiéndote lejos)                                      | 20 años, Luis Miguel, Nada es igual         |          |  |
| 10. | «Hasta que me olvides»                                                                                    | Aries                                       |          |  |
| 11. | «Medley» (No me puedes dejar así / Palabra de honor / La incondicional)                                   | Decídete, Palabra de honor, Busca una mujer |          |  |
| 12. | «Te necesito»                                                                                             | 33                                          |          |  |
| 13. | «Tú y yo / Repise»                                                                                        | Aries                                       |          |  |
| 14. | «La barca»                                                                                                | Romance                                     |          |  |
| 15. | «La mentira»                                                                                              | Romance                                     |          |  |
| 16. | «Contigo en la distancia»                                                                                 | Romance                                     |          |  |
| 17. | «Intro / La fiesta del Mariachi»                                                                          | ¡México por siempre!                        |          |  |
| 18. | «Llamarada»                                                                                               | ¡México por siempre!                        |          |  |
| 19. | «El Balajú / Huapango»                                                                                    | ¡México por siempre!                        |          |  |
| 20. | «La bikina»                                                                                               | Vivo                                        |          |  |
| 21. | «Sabes una cosa»                                                                                          | México en la piel                           |          |  |
| 22. | «No discutamos»                                                                                           | ¡México por siempre!                        |          |  |
| 23. | «Medley» (Ahora te puedes marchar / La chica del bikini azul / Isabel / Cuando calienta el sol)           | Soy como quiero ser, Palabra de honor       |          |  |

| \| Gira México por siempre: (8 conciertos) 1/jul/2018 – 14/jul/2018 \| \| \| \| \| \| N.º \| Título \| Álbum original \| Duración \| \| \| 1. \| «Intro / Si te vas» \| Nada es igual \| \| \| \| 2. \| «Tú solo tú» \| Amarte es un placer \| \| \| \| 3. \| «Amor, Amor, Amor» \| Mis romances \| \| \| \| 4. \| «Devuélveme el amor» \| 33 \| \| \| \| 5. \| «Medley» (Por debajo de la mesa / No se tú) \| Romances, Romance \| \| \| \| 6. \| «Medley» (Un hombre busca una mujer / Cuestión de piel / Oro de ley) \| Busca una mujer, 20 años \| \| \| \| 7. \| «Culpable o no» \| Busca una mujer \| \| \| \| 8. \| «Medley» (Amante del amor / Más allá de todo / Fría como el viento / Tengo todo excepto a ti / Entrégate) \| 20 Años, Busca una mujer \| \| \| \| 9. \| «La Barca» \| Romance \| \| \| \| 10. \| «El reloj» \| Romances \| \| \| \| 11. \| «Hasta que me olvides» \| Aries \| \| \| \| 12. \| «Medley» (No me puedes dejar así / Palabra de honor / La incondicional) \| Decídete, Palabra de honor, Busca una mujer \| \| \| \| 13. \| «Te necesito» \| 33 \| \| \| \| 14. \| «Tú y yo / Repise» \| Aries \| \| \| \| 15. \| «La mentira» \| Romance \| \| \| \| 16. \| «Contigo en la distancia» \| Romance \| \| \| \| 17. \| «Intro (México por siempre) / La fiesta del Mariachi» \| ¡México por siempre! \| \| \| \| 18. \| «Llamarada» \| ¡México por siempre! \| \| \| \| 19. \| «El Balajú / Huapango» \| ¡México por siempre! \| \| \| \| 20. \| «La bikina» \| Vivo \| \| \| \| 21. \| «Sabes una cosa» \| México en la piel \| \| \| \| 22. \| «Échame a mi la culpa» \| México en la piel \| \| \| \| 23. \| «Si nos dejan» \| El concierto \| \| \| \| 24. \| «No discutamos (A veces)» \| ¡México por siempre! \| \| \| \| 25. \| «Soy lo prohibido (Solo en Madrid)» \| ¡México por siempre! \| \| \| \| 26. \| «Serenata huasteca» \| ¡México por siempre! \| \| \| \| 27. \| «¿De qué manera te olvido? (Solo en el Festival Cap Roig)» \| México en la piel \| \| \| \| 28. \| «Medley» (Decídete / Los muchachos de hoy / Ahora te puedes marchar / La chica del bikini azul / Isabel / Cuando calienta el sol) \| Decídete, Fiebre de amor, Soy como quiero ser, Palabra de honor \| \| \| | |                                                                 |          |  |
| Gira México por siempre: (8 conciertos) 1/jul/2018 – 14/jul/2018 | |                                                                 |          |  |
| N.º | Título | Álbum original                                                  | Duración |  |
| 1. | «Intro / Si te vas» | Nada es igual                                                   |          |  |
| 2. | «Tú solo tú» | Amarte es un placer                                             |          |  |
| 3. | «Amor, Amor, Amor» | Mis romances                                                    |          |  |
| 4. | «Devuélveme el amor» | 33                                                              |          |  |
| 5. | «Medley» (Por debajo de la mesa / No se tú)                                                                                       | Romances, Romance                                               |          |  |
| 6. | «Medley» (Un hombre busca una mujer / Cuestión de piel / Oro de ley)                                                              | Busca una mujer, 20 años                                        |          |  |
| 7. | «Culpable o no» | Busca una mujer                                                 |          |  |
| 8. | «Medley» (Amante del amor / Más allá de todo / Fría como el viento / Tengo todo excepto a ti / Entrégate)                         | 20 Años, Busca una mujer                                        |          |  |
| 9. | «La Barca» | Romance                                                         |          |  |
| 10. | «El reloj» | Romances                                                        |          |  |
| 11. | «Hasta que me olvides» | Aries                                                           |          |  |
| 12. | «Medley» (No me puedes dejar así / Palabra de honor / La incondicional)                                                           | Decídete, Palabra de honor, Busca una mujer                     |          |  |
| 13. | «Te necesito» | 33                                                              |          |  |
| 14. | «Tú y yo / Repise» | Aries                                                           |          |  |
| 15. | «La mentira» | Romance                                                         |          |  |
| 16. | «Contigo en la distancia» | Romance                                                         |          |  |
| 17. | «Intro (México por siempre) / La fiesta del Mariachi»                                                                             | ¡México por siempre!                                            |          |  |
| 18. | «Llamarada» | ¡México por siempre!                                            |          |  |
| 19. | «El Balajú / Huapango» | ¡México por siempre!                                            |          |  |
| 20. | «La bikina» | Vivo                                                            |          |  |
| 21. | «Sabes una cosa» | México en la piel                                               |          |  |
| 22. | «Échame a mi la culpa» | México en la piel                                               |          |  |
| 23. | «Si nos dejan» | El concierto                                                    |          |  |
| 24. | «No discutamos (A veces)» | ¡México por siempre!                                            |          |  |
| 25. | «Soy lo prohibido (Solo en Madrid)»                                                                                               | ¡México por siempre!                                            |          |  |
| 26. | «Serenata huasteca» | ¡México por siempre!                                            |          |  |
| 27. | «¿De qué manera te olvido? (Solo en el Festival Cap Roig)»                                                                        | México en la piel                                               |          |  |
| 28. | «Medley» (Decídete / Los muchachos de hoy / Ahora te puedes marchar / La chica del bikini azul / Isabel / Cuando calienta el sol) | Decídete, Fiebre de amor, Soy como quiero ser, Palabra de honor |          |  |

| \| Gira México por siempre: (11 conciertos) 30/ago/2018 – 16/sep/2018 \| \| \| \| \| \| N.º \| Título \| Álbum original \| Duración \| \| \| 1. \| «Intro / Si te vas» \| Nada es igual \| \| \| \| 2. \| «Tú solo tú» \| Amarte es un placer \| \| \| \| 3. \| «Amor, Amor, Amor» \| Mis romances \| \| \| \| 4. \| «Lo que queda de mi» \| Luis Miguel \| \| \| \| 5. \| «Medley» (Por debajo de la mesa / No se tú) \| Romances, Romance \| \| \| \| 6. \| «Medley» (Un hombre busca una mujer / Cuestión de piel / Oro de ley) \| Busca una mujer, 20 años \| \| \| \| 7. \| «Culpable o no» \| Busca una mujer \| \| \| \| 8. \| «Medley» (Amante del amor / Más allá de todo / Fría como el viento / Tengo todo excepto a ti / Entrégate) \| 20 años , Busca una mujer \| \| \| \| 9. \| «Hasta que me olvides» \| Aries \| \| \| \| 10. \| «Medley» (No me puedes dejar así / Palabra de honor / La incondicional) \| Decídete, Palabra de honor, Busca una mujer \| \| \| \| 11. \| «Historia de un amor» \| Segundo romance \| \| \| \| 12. \| «Te necesito» \| 33 \| \| \| \| 13. \| «Tú y yo / Repise» \| Aries \| \| \| \| 14. \| «La barca» \| Romance \| \| \| \| 15. \| «La mentira» \| Romance \| \| \| \| 16. \| «Contigo en la distancia» \| Romance \| \| \| \| 17. \| «Intro (México por siempre) / La fiesta del Mariachi» \| ¡México por siempre! \| \| \| \| 18. \| «Llamarada» \| ¡México por siempre! \| \| \| \| 19. \| «El Balajú / Huapango» \| ¡México por siempre! \| \| \| \| 20. \| «La bikina» \| Vivo \| \| \| \| 21. \| «Sabes una cosa» \| México En La Piel \| \| \| \| 22. \| «Suave» \| Aries \| \| \| \| 23. \| «Medley» (Decídete / Los muchachos de hoy / Ahora te puedes marchar / La chica del bikini azul / Isabel / Cuando calienta el sol) \| Decídete, Fiebre de amor, Soy como quiero ser, Palabra de honor \| \| \| | |                                                                 |          |  |
| Gira México por siempre: (11 conciertos) 30/ago/2018 – 16/sep/2018 | |                                                                 |          |  |
| N.º | Título | Álbum original                                                  | Duración |  |
| 1. | «Intro / Si te vas» | Nada es igual                                                   |          |  |
| 2. | «Tú solo tú» | Amarte es un placer                                             |          |  |
| 3. | «Amor, Amor, Amor» | Mis romances                                                    |          |  |
| 4. | «Lo que queda de mi» | Luis Miguel                                                     |          |  |
| 5. | «Medley» (Por debajo de la mesa / No se tú)                                                                                       | Romances, Romance                                               |          |  |
| 6. | «Medley» (Un hombre busca una mujer / Cuestión de piel / Oro de ley)                                                              | Busca una mujer, 20 años                                        |          |  |
| 7. | «Culpable o no» | Busca una mujer                                                 |          |  |
| 8. | «Medley» (Amante del amor / Más allá de todo / Fría como el viento / Tengo todo excepto a ti / Entrégate)                         | 20 años , Busca una mujer                                       |          |  |
| 9. | «Hasta que me olvides» | Aries                                                           |          |  |
| 10. | «Medley» (No me puedes dejar así / Palabra de honor / La incondicional)                                                           | Decídete, Palabra de honor, Busca una mujer                     |          |  |
| 11. | «Historia de un amor» | Segundo romance                                                 |          |  |
| 12. | «Te necesito» | 33                                                              |          |  |
| 13. | «Tú y yo / Repise» | Aries                                                           |          |  |
| 14. | «La barca» | Romance                                                         |          |  |
| 15. | «La mentira» | Romance                                                         |          |  |
| 16. | «Contigo en la distancia» | Romance                                                         |          |  |
| 17. | «Intro (México por siempre) / La fiesta del Mariachi»                                                                             | ¡México por siempre!                                            |          |  |
| 18. | «Llamarada» | ¡México por siempre!                                            |          |  |
| 19. | «El Balajú / Huapango» | ¡México por siempre!                                            |          |  |
| 20. | «La bikina» | Vivo                                                            |          |  |
| 21. | «Sabes una cosa» | México En La Piel                                               |          |  |
| 22. | «Suave» | Aries                                                           |          |  |
| 23. | «Medley» (Decídete / Los muchachos de hoy / Ahora te puedes marchar / La chica del bikini azul / Isabel / Cuando calienta el sol) | Decídete, Fiebre de amor, Soy como quiero ser, Palabra de honor |          |  |

| \| Gira México por siempre: (41 conciertos) 25/sep/2018 – 16/dic/2018 \| \| \| \| \| \| N.º \| Título \| Álbum original \| Duración \| \| \| 1. \| «Intro / Si te vas» \| Nada es igual \| \| \| \| 2. \| «Tú solo tú» \| Amarte es un placer \| \| \| \| 3. \| «Amor, Amor, Amor» \| Mis romances \| \| \| \| 4. \| «Devuélveme el amor» \| 33 \| \| \| \| 5. \| «Medley» (Por debajo de la mesa / No se tú) \| Romances, Romance \| \| \| \| 6. \| «Medley» (Un hombre busca una mujer / Cuestión de piel / Oro de ley) \| Busca una mujer, 20 años \| \| \| \| 7. \| «Culpable o no (Miénteme como siempre)» \| Busca una mujer \| \| \| \| 8. \| «Medley» (Amante del amor / Más allá de todo / Fría como el viento / Tengo todo excepto a ti / Entrégate) \| 20 años , Busca una mujer \| \| \| \| 9. \| «Hasta que me olvides» \| Aries \| \| \| \| 10. \| «Medley» (No me puedes dejar así / Palabra de honor / La incondicional) \| Decídete, Palabra de honor, Busca una mujer \| \| \| \| 11. \| «Te necesito» \| 33 \| \| \| \| 12. \| «Tú y yo / Repise» \| Aries \| \| \| \| 13. \| «La mentira (Sometimes)» \| Romance \| \| \| \| 14. \| «Contigo en la distancia» \| Romance \| \| \| \| 15. \| «La barca» \| Romance \| \| \| \| 16. \| «Son de la negra» \| \| \| \| \| 17. \| «Intro (México por siempre) / La fiesta del Mariachi» \| ¡México por siempre! \| \| \| \| 18. \| «Llamarada» \| ¡México por siempre! \| \| \| \| 19. \| «El Balajú / Huapango» \| ¡México por siempre! \| \| \| \| 20. \| «La bikina» \| Vivo \| \| \| \| 21. \| «Sabes una cosa» \| México en la piel \| \| \| \| 22. \| «No discutamos» \| ¡México por siempre! \| \| \| \| 23. \| «Échame a mi la culpa» \| México en la piel \| \| \| \| 24. \| «De qué manera te olvido (Sometimes)» \| México en la piel \| \| \| \| 25. \| «Serenata huasteca (Sometimes)» \| ¡México por siempre! \| \| \| \| 26. \| «México en la piel (Sometimes)» \| México en la piel \| \| \| \| 27. \| «Suave (Sometimes)» \| Aries \| \| \| \| 28. \| «Será que no me amas (Sometimes)» \| 20 años \| \| \| \| 29. \| «Santa Claus llegó a la ciudad (Sometimes)» \| Navidades \| \| \| \| 30. \| «Medley» (Decídete / Los muchachos de hoy / Ahora te puedes marchar / La chica del bikini azul / Isabel / Cuando calienta el sol) \| Decídete, Fiebre de amor, Soy como quiero ser, Palabra de honor \| \| \| | |                                                                 |          |  |
| Gira México por siempre: (41 conciertos) 25/sep/2018 – 16/dic/2018 | |                                                                 |          |  |
| N.º | Título | Álbum original                                                  | Duración |  |
| 1. | «Intro / Si te vas» | Nada es igual                                                   |          |  |
| 2. | «Tú solo tú» | Amarte es un placer                                             |          |  |
| 3. | «Amor, Amor, Amor» | Mis romances                                                    |          |  |
| 4. | «Devuélveme el amor» | 33                                                              |          |  |
| 5. | «Medley» (Por debajo de la mesa / No se tú)                                                                                       | Romances, Romance                                               |          |  |
| 6. | «Medley» (Un hombre busca una mujer / Cuestión de piel / Oro de ley)                                                              | Busca una mujer, 20 años                                        |          |  |
| 7. | «Culpable o no (Miénteme como siempre)»                                                                                           | Busca una mujer                                                 |          |  |
| 8. | «Medley» (Amante del amor / Más allá de todo / Fría como el viento / Tengo todo excepto a ti / Entrégate)                         | 20 años , Busca una mujer                                       |          |  |
| 9. | «Hasta que me olvides» | Aries                                                           |          |  |
| 10. | «Medley» (No me puedes dejar así / Palabra de honor / La incondicional)                                                           | Decídete, Palabra de honor, Busca una mujer                     |          |  |
| 11. | «Te necesito» | 33                                                              |          |  |
| 12. | «Tú y yo / Repise» | Aries                                                           |          |  |
| 13. | «La mentira (Sometimes)» | Romance                                                         |          |  |
| 14. | «Contigo en la distancia» | Romance                                                         |          |  |
| 15. | «La barca» | Romance                                                         |          |  |
| 16. | «Son de la negra» |                                                                 |          |  |
| 17. | «Intro (México por siempre) / La fiesta del Mariachi»                                                                             | ¡México por siempre!                                            |          |  |
| 18. | «Llamarada» | ¡México por siempre!                                            |          |  |
| 19. | «El Balajú / Huapango» | ¡México por siempre!                                            |          |  |
| 20. | «La bikina» | Vivo                                                            |          |  |
| 21. | «Sabes una cosa» | México en la piel                                               |          |  |
| 22. | «No discutamos» | ¡México por siempre!                                            |          |  |
| 23. | «Échame a mi la culpa» | México en la piel                                               |          |  |
| 24. | «De qué manera te olvido (Sometimes)»                                                                                             | México en la piel                                               |          |  |
| 25. | «Serenata huasteca (Sometimes)»                                                                                                   | ¡México por siempre!                                            |          |  |
| 26. | «México en la piel (Sometimes)»                                                                                                   | México en la piel                                               |          |  |
| 27. | «Suave (Sometimes)» | Aries                                                           |          |  |
| 28. | «Será que no me amas (Sometimes)»                                                                                                 | 20 años                                                         |          |  |
| 29. | «Santa Claus llegó a la ciudad (Sometimes)»                                                                                       | Navidades                                                       |          |  |
| 30. | «Medley» (Decídete / Los muchachos de hoy / Ahora te puedes marchar / La chica del bikini azul / Isabel / Cuando calienta el sol) | Decídete, Fiebre de amor, Soy como quiero ser, Palabra de honor |          |  |

| \| Gira México por siempre: (10 conciertos) 19/feb/2019 – 16/mar/2019 \| \| \| \| \| \| N.º \| Título \| Álbum original \| Duración \| \| \| 1. \| «Intro / Si te vas» \| Nada es igual \| \| \| \| 2. \| «Tú solo tú» \| Amarte es un placer \| \| \| \| 3. \| «Amor, Amor, Amor» \| Mis romances \| \| \| \| 4. \| «"Devuélveme el amor"» \| 33 \| \| \| \| 5. \| «Suave» \| Aries \| \| \| \| 6. \| «Medley» (Por debajo de la mesa / No se tú) \| Romances, Romance \| \| \| \| 7. \| «Medley» (Busca una mujer / Cuestión de piel / Oro de ley) \| Busca una mujer, 20 años \| \| \| \| 8. \| «"Culpable o no"» \| Busca una mujer \| \| \| \| 9. \| «Te necesito» \| 33 \| \| \| \| 10. \| «Medley» (Amante del amor / Más allá de todo / Fría como el viento / Tengo todo excepto a ti / Entrégate) \| 20 años, Busca una mujer \| \| \| \| 11. \| «Interludio (Saxofón) / Hasta que me olvides» \| Aries \| \| \| \| 12. \| «O tu o ninguna» \| Amarte es un placer \| \| \| \| 13. \| «Medley» (No me puedes dejar así / Palabra de honor / La incondicional) \| Decídete, Palabra de honor, Busca una mujer \| \| \| \| 14. \| «Medley» (Separados / 1 + 1 = 2 Enamorados / Directo al corazón) \| Busca una mujer, 1+1=2 enamorados, Directo al corazón \| \| \| \| 15. \| «Tú y yo» \| Aries \| \| \| \| 16. \| «La barca» \| Romance \| \| \| \| 17. \| «La mentira» \| Romance \| \| \| \| 18. \| «Contigo en la distancia» \| Romance \| \| \| \| 19. \| «Historia de un amor» \| Segundo romance \| \| \| \| 20. \| «Será que no me amas» \| 20 años \| \| \| \| 21. \| «Medley» (Decídete / Muchachos de hoy / Ahora te puedes marchar / La chica del bikini azul / Isabel / Cuando calienta el sol) \| Decídete, Palabra de honor, Fiebre de amor, Soy como quiero ser \| \| \| \| 22. \| «Medley (Popurrí Bonus)» (Vuelve / Eres / Cómo es posible que a mi lado / Te propongo esta noche) \| 33, Nada es igual, Amarte es un placer \| \| \| | |                                                                 |          |  |
| Gira México por siempre: (10 conciertos) 19/feb/2019 – 16/mar/2019 | |                                                                 |          |  |
| N.º | Título | Álbum original                                                  | Duración |  |
| 1. | «Intro / Si te vas» | Nada es igual                                                   |          |  |
| 2. | «Tú solo tú» | Amarte es un placer                                             |          |  |
| 3. | «Amor, Amor, Amor» | Mis romances                                                    |          |  |
| 4. | «"Devuélveme el amor"» | 33                                                              |          |  |
| 5. | «Suave» | Aries                                                           |          |  |
| 6. | «Medley» (Por debajo de la mesa / No se tú)                                                                                   | Romances, Romance                                               |          |  |
| 7. | «Medley» (Busca una mujer / Cuestión de piel / Oro de ley)                                                                    | Busca una mujer, 20 años                                        |          |  |
| 8. | «"Culpable o no"» | Busca una mujer                                                 |          |  |
| 9. | «Te necesito» | 33                                                              |          |  |
| 10. | «Medley» (Amante del amor / Más allá de todo / Fría como el viento / Tengo todo excepto a ti / Entrégate)                     | 20 años, Busca una mujer                                        |          |  |
| 11. | «Interludio (Saxofón) / Hasta que me olvides»                                                                                 | Aries                                                           |          |  |
| 12. | «O tu o ninguna» | Amarte es un placer                                             |          |  |
| 13. | «Medley» (No me puedes dejar así / Palabra de honor / La incondicional)                                                       | Decídete, Palabra de honor, Busca una mujer                     |          |  |
| 14. | «Medley» (Separados / 1 + 1 = 2 Enamorados / Directo al corazón)                                                              | Busca una mujer, 1+1=2 enamorados, Directo al corazón           |          |  |
| 15. | «Tú y yo» | Aries                                                           |          |  |
| 16. | «La barca» | Romance                                                         |          |  |
| 17. | «La mentira» | Romance                                                         |          |  |
| 18. | «Contigo en la distancia» | Romance                                                         |          |  |
| 19. | «Historia de un amor» | Segundo romance                                                 |          |  |
| 20. | «Será que no me amas» | 20 años                                                         |          |  |
| 21. | «Medley» (Decídete / Muchachos de hoy / Ahora te puedes marchar / La chica del bikini azul / Isabel / Cuando calienta el sol) | Decídete, Palabra de honor, Fiebre de amor, Soy como quiero ser |          |  |
| 22. | «Medley (Popurrí Bonus)» (Vuelve / Eres / Cómo es posible que a mi lado / Te propongo esta noche)                             | 33, Nada es igual, Amarte es un placer                          |          |  |

| \| Gira México por siempre: (6 conciertos) 19/mar/2019 – 31/mar/2019 \| \| \| \| \| \| N.º \| Título \| Álbum original \| Duración \| \| |        |                |          |  |
| Gira México por siempre: (6 conciertos) 19/mar/2019 – 31/mar/2019                                                                        |        |                |          |  |
| N.º | Título | Álbum original | Duración |  |

## Fechas de la gira
| Número | Fecha                    | Ciudad               | País                 | Recinto                                           | Audiencia            |
| Primera etapa (2018) | Primera etapa (2018)     | Primera etapa (2018) | Primera etapa (2018) | Primera etapa (2018)                              | Primera etapa (2018) |
| Norteamérica | Norteamérica             | Norteamérica         | Norteamérica         | Norteamérica                                      | Norteamérica         |
| --- | ------------------------ | -------------------- | -------------------- | ------------------------------------------------- | -------------------- |
| 1 | 21 de febrero de 2018    | Ciudad de México     | México               | Auditorio Nacional                                | 9,620                |
| 2 | 22 de febrero de 2018    | Ciudad de México     | México               | Auditorio Nacional                                | 9,620                |
| 3 | 23 de febrero de 2018    | Ciudad de México     | México               | Auditorio Nacional                                | 9,620                |
| 4 | 27 de febrero de 2018    | Ciudad de México     | México               | Auditorio Nacional                                | 9,620                |
| 5 | 28 de febrero de 2018    | Ciudad de México     | México               | Auditorio Nacional                                | 9,620                |
| 6 | 2 de marzo de 2018       | Puebla               | México               | Acrópolis                                         | 7,716                |
| 7 | 3 de marzo de 2018       | Querétaro            | México               | Club Hípico de Juriquilla                         | 9,000                |
| 8 | 6 de marzo de 2018       | Ciudad de México     | México               | Auditorio Nacional                                | 9,620                |
| 9 | 7 de marzo de 2018       | Ciudad de México     | México               | Auditorio Nacional                                | 9,620                |
| 10 | 8 de marzo de 2018       | Ciudad de México     | México               | Auditorio Nacional                                | 9,620                |
| 11 | 10 de marzo de 2018      | San Luis Potosí      | México               | El Domo                                           | 11,000               |
| 12 | 14 de marzo de 2018      | Monterrey            | México               | Auditorio citiBanamex                             | 8,000                |
| 13 | 15 de marzo de 2018      | Monterrey            | México               | Auditorio citiBanamex                             | 8,000                |
| 14 | 17 de marzo de 2018      | Guadalajara          | México               | Auditorio Telmex                                  | 8,712                |
| 15 | 18 de marzo de 2018      | Guadalajara          | México               | Auditorio Telmex                                  | 8,712                |
| 16 | 21 de marzo de 2018      | Guadalajara          | México               | Auditorio Telmex                                  | 8,712                |
| 17 | 22 de marzo de 2018      | Guadalajara          | México               | Auditorio Telmex                                  | 8,712                |
| El concierto programado para marzo 24 en el Expo Mundo Imperial de Acapulco fue reprogramado para marzo 26.                          |                          |                      |                      |                                                   |                      |
| 18 | 26 de marzo de 2018      | Acapulco             | México               | Explanada María Bonita                            | 12,000               |
| 19 | 10 de abril de 2018      | Monterrey            | México               | Auditorio citiBanamex                             | 700 (vip)            |
| 20 | 12 de abril de 2018      | Monterrey            | México               | Auditorio citiBanamex                             | 8,000                |
| 21 | 13 de abril de 2018      | Monterrey            | México               | Auditorio citiBanamex                             | 8,000                |
| 22 | 15 de abril de 2018      | Ciudad de México     | México               | Auditorio Nacional                                | 9,620                |
| 23 | 16 de abril de 2018      | Ciudad de México     | México               | Auditorio Nacional                                | 9,620                |
| 24 | 18 de abril de 2018      | Ciudad de México     | México               | Auditorio Nacional                                | 9,620                |
| 25 | 20 de abril de 2018      | León                 | México               | Velaria de la Feria Estatal de León               | 20,000               |
| 26 | 24 de abril de 2018      | Ciudad de México     | México               | Auditorio Nacional                                | 9,620                |
| 27 | 25 de abril de 2018      | Ciudad de México     | México               | Auditorio Nacional                                | 9,620                |
| 28 | 27 de abril de 2018      | Ciudad de México     | México               | Auditorio Nacional                                | 9,620                |
| 29 | 28 de abril de 2018      | Ciudad de México     | México               | Auditorio Nacional                                | 9,620                |
| 30 | 4 de mayo de 2018        | Chula Vista          | Estados Unidos       | Mattress Firm Amphitheatre                        | 20,500               |
| 31 | 6 de mayo de 2018        | Los Ángeles          | Estados Unidos       | Hollywood Bowl                                    | 17,376               |
| 32 | 10 de mayo de 2018       | San José             | Estados Unidos       | SAP Center                                        | 18,323               |
| 33 | 11 de mayo de 2018       | Sacramento           | Estados Unidos       | Golden 1 Center                                   | 17,990               |
| 34 | 13 de mayo de 2018       | Phoenix              | Estados Unidos       | Comerica Theatre                                  | 5,000                |
| 35 | 16 de mayo de 2018       | Tucson               | Estados Unidos       | AVA Amphitheater                                  | 5,000                |
| 36 | 19 de mayo de 2018       | Salt Lake City       | Estados Unidos       | USANA Amphitheatre                                | 17,997               |
| 37 | 20 de mayo de 2018       | Denver               | Estados Unidos       | Pepsi Center                                      | 18,673               |
| 38 | 23 de mayo de 2018       | Rosemont             | Estados Unidos       | Allstate Arena                                    | 18,500               |
| 39 | 25 de mayo de 2018       | Dallas               | Estados Unidos       | American Airlines Center                          | 18,600               |
| 40 | 26 de mayo de 2018       | Laredo               | Estados Unidos       | Laredo Energy Arena                               | 11,360               |
| 41 | 27 de mayo de 2018       | Houston              | Estados Unidos       | Toyota Center                                     | 18,050               |
| 42 | 30 de mayo de 2018       | Orlando              | Estados Unidos       | Amway Center                                      | 16,000               |
| 43 | 1 de junio de 2018       | Miami                | Estados Unidos       | American Airlines Arena                           | 20,000               |
| 44 | 2 de junio de 2018       | Miami                | Estados Unidos       | American Airlines Arena                           | 20,000               |
| 45 | 5 de junio de 2018       | National Harbor      | Estados Unidos       | The Theater at MGM National Harbor                | 3,000                |
| 46 | 7 de junio de 2018       | Toronto              | Canadá               | Budweiser Stage                                   | 13,923               |
| 47 | 8 de junio de 2018       | Montreal             | Canadá               | Centre Bell                                       | 14,100               |
| 48 | 9 de junio de 2018       | Nueva York           | Estados Unidos       | Madison Square Garden                             | 20,000               |
| Europa |                          |                      |                      |                                                   |                      |
| 49 | 1 de julio de 2018       | Madrid               | España               | Wizink Center                                     | 12,000               |
| 50 | 2 de julio de 2018       | Madrid               | España               | Wizink Center                                     | 12,000               |
| 51 | 5 de julio de 2018       | Sevilla              | España               | Estadio Olímpico de La Cartuja                    | 11,000               |
| 52 | 7 de julio de 2018       | Murcia               | España               | Estadio Nueva Condomina                           | 15,000               |
| 53 | 8 de julio de 2018       | Barcelona            | España               | Palau Sant Jordi                                  | 8,000                |
| 54 | 11 de julio de 2018      | Marbella             | España               | Starlite Festival                                 | 3,000                |
| 55 | 13 de julio de 2018      | Palafrugell          | España               | Festival de Cap Roig                              | 2,000                |
| 56 | 14 de julio de 2018      | Valencia             | España               | Auditorio Marina Sur                              | 15,000               |
| Norteamérica |                          |                      |                      |                                                   |                      |
| 57 | 30 de agosto de 2018     | San Antonio          | Estados Unidos       | AT&T Center                                       | 15,000               |
| 58 | 31 de agosto de 2018     | Edinburg             | Estados Unidos       | Bert Ogden Arena                                  | 9,000                |
| 59 | 2 de septiembre de 2018  | El Paso              | Estados Unidos       | Don Haskins Center                                | 12,000               |
| 60 | 4 de septiembre de 2018  | Albuquerque          | Estados Unidos       | Sandia Casino Amphitheater                        | 4,000                |
| 61 | 7 de septiembre de 2018  | Rancho Mirage        | Estados Unidos       | Agua Caliente Casino Resort Spa                   | 2,500                |
| 62 | 8 de septiembre de 2018  | Anaheim              | Estados Unidos       | Honda Center                                      | 18,000               |
| 63 | 9 de septiembre de 2018  | Fresno               | Estados Unidos       | Save Mart Center                                  | 15,000               |
| 64 | 11 de septiembre de 2018 | Santa Bárbara        | Estados Unidos       | Santa Bárbara Bowl                                | 4,562                |
| 65 | 13 de septiembre de 2018 | Las Vegas            | Estados Unidos       | The Colosseum at Caesars Palace                   | 4,298                |
| 66 | 14 de septiembre de 2018 | Las Vegas            | Estados Unidos       | The Colosseum at Caesars Palace                   | 4,298                |
| 67 | 16 de septiembre de 2018 | Inglewood            | Estados Unidos       | The Forum                                         | 17,500               |
| 68 | 25 de septiembre de 2018 | Querétaro            | México               | Club Hípico de Juriquilla                         | 9,000                |
| 69 | 27 de septiembre de 2018 | Guadalajara          | México               | Auditorio Telmex                                  | 8,712                |
| 70 | 29 de septiembre de 2018 | Guadalajara          | México               | Auditorio Telmex                                  | 8,712                |
| 71 | 30 de septiembre de 2018 | Guadalajara          | México               | Auditorio Telmex                                  | 8,712                |
| 72 | 2 de octubre de 2018     | Ciudad de México     | México               | Auditorio Nacional                                | 9,620                |
| 73 | 3 de octubre de 2018     | 9,620                | México               | Auditorio Nacional                                |                      |
| 74 | 4 de octubre de 2018     | 9,620                | México               | Auditorio Nacional                                |                      |
| El concierto programado para el 6 de octubre en el Estadio de béisbol Francisco Villa de Morelia fue reprogramado para noviembre 10. |                          |                      |                      |                                                   |                      |
| 75 | 7 de octubre de 2018     | Toluca               | México               | Estadio Toluca 80                                 | 8,000                |
| 76 | 9 de octubre de 2018     | Ciudad de México     | México               | Auditorio Nacional                                | 9,620                |
| 77 | 10 de octubre de 2018    | 9,620                | México               | Auditorio Nacional                                |                      |
| 78 | 11 de octubre de 2018    | 9,620                | México               | Auditorio Nacional                                |                      |
| 79 | 13 de octubre de 2018    | Torreón              | México               | Instalaciones de la Feria de Torreón              | 9,800                |
| 80 | 14 de octubre de 2018    | 8,000                | México               |                                                   |                      |
| 81 | 16 de octubre de 2018    | Culiacán             | México               | Foro Tecate                                       | 9,000                |
| El concierto programado para el 18 de octubre en el Estacionamiento Expo Fórum de Hermosillo fue reprogramado para diciembre 18.     |                          |                      |                      |                                                   |                      |
| 82 | 20 de octubre de 2018    | Ensenada             | México               | Foro Santo Tomás                                  | 8,000                |
| 83 | 21 de octubre de 2018    | Mexicali             | México               | Isla de las estrellas en el FEX (Fiestas del Sol) | 9,000                |
| 84 | 24 de octubre de 2018    | Veracruz             | México               | Estadio Beto Ávila                                | 20,000               |
| 85 | 26 de octubre de 2018    | Mérida               | México               | Coliseo Yucatán                                   | 10,000               |
| 86 | 27 de octubre de 2018    | Mérida               | México               | Coliseo Yucatán                                   | 10,000               |
| 87 | 28 de octubre de 2018    | Cancún               | México               | Estadio Beto Ávila                                | 12,000               |
| 88 | 10 de noviembre de 2018  | Morelia              | México               | Estadio de béisbol Francisco Villa                | 10,000               |
| 89 | 12 de noviembre de 2018  | Ciudad de México     | México               | Auditorio Nacional                                | 9,620                |
| 90 | 13 de noviembre de 2018  | Ciudad de México     | México               | Auditorio Nacional                                | 9,620                |
| 91 | 14 de noviembre de 2018  | Ciudad de México     | México               | Auditorio Nacional                                | 9,620                |
| 92 | 16 de noviembre de 2018  | Ciudad de México     | México               | Auditorio Nacional                                | 9,620                |
| 93 | 17 de noviembre de 2018  | Ciudad de México     | México               | Auditorio Nacional                                | 9,620                |
| 94 | 19 de noviembre de 2018  | Ciudad de México     | México               | Auditorio Nacional                                | 9,620                |
| 95 | 20 de noviembre de 2018  | Ciudad de México     | México               | Auditorio Nacional                                | 9,620                |
| 96 | 22 de noviembre de 2018  | Guadalajara          | México               | Auditorio Telmex                                  | 8,712                |
| 97 | 24 de noviembre de 2018  | Aguascalientes       | México               | Parque Alberto Romo Chávez                        | 11,000               |
| El concierto programado para noviembre 25 en la Explanada de Inforum de Irapuato fue cancelado.                                      |                          |                      |                      |                                                   |                      |
| 98 | 27 de noviembre de 2018  | Ciudad de México     | México               | Auditorio Nacional                                | 9,620                |
| 99 | 28 de noviembre de 2018  | Ciudad de México     | México               | Auditorio Nacional                                | 9,620                |
| 100 | 29 de noviembre de 2018  | Ciudad de México     | México               | Auditorio Nacional                                | 9,620                |
| 101 | 2 de diciembre de 2018   | Villahermosa         | México               | Estadio Centenario 27 de febrero                  | 13,000               |
| 102 | 4 de diciembre de 2018   | Puebla               | México               | Acrópolis                                         | 7,716                |
| 103 | 6 de diciembre de 2018   | Ciudad de México     | México               | Auditorio Nacional                                | 9,620                |
| 104 | 7 de diciembre de 2018   | Ciudad de México     | México               | Auditorio Nacional                                | 9,620                |
| 105 | 8 de diciembre de 2018   | Ciudad de México     | México               | Auditorio Nacional                                | 9,620                |
| 106 | 10 de diciembre de 2018  | Ciudad de México     | México               | Auditorio Nacional                                | 9,620                |
| 107 | 12 de diciembre de 2018  | Monterrey            | México               | Auditorio citiBanamex                             | 8,000                |
| 108 | 13 de diciembre de 2018  | Monterrey            | México               | Auditorio citiBanamex                             | 8,000                |
| 109 | 14 de diciembre de 2018  | Monterrey            | México               | Auditorio citiBanamex                             | 8,000                |
| 110 | 16 de diciembre de 2018  | Monterrey            | México               | Auditorio citiBanamex                             | 8,000                |
| 111 | 18 de diciembre de 2018  | Hermosillo           | México               | Expo Fórum                                        | 10,000               |
| Segunda etapa (2019) |                          |                      |                      |                                                   |                      |
| Sudamérica |                          |                      |                      |                                                   |                      |
| 112 | 19 de febrero de 2019    | Santiago             | Chile                | Movistar Arena                                    | 16,000               |
| 113 | 20 de febrero de 2019    | Santiago             | Chile                | Movistar Arena                                    | 16,000               |
| 114 | 22 de febrero de 2019    | Santiago             | Chile                | Movistar Arena                                    | 16,000               |
| 115 | 23 de febrero de 2019    | Santiago             | Chile                | Movistar Arena                                    | 16,000               |
| 116 | 26 de febrero de 2019    | Córdoba              | Argentina            | Orfeo Superdomo                                   | 14,000               |
| 117 | 1 de marzo de 2019       | Buenos Aires         | Argentina            | Campo Argentino de Polo                           | 45,000               |
| 118 | 2 de marzo de 2019       | Buenos Aires         | Argentina            | Campo Argentino de Polo                           | 45,000               |
| 119 | 7 de marzo de 2019       | Asunción             | Paraguay             | Jockey Club                                       | 25,000               |
| 120 | 10 de marzo de 2019      | Lima                 | Perú                 | Jockey Club                                       | 20,000               |
| El concierto programado para el 13 de marzo en el Estadio Modelo de Guayaquil fue cancelado.                                         |                          |                      |                      |                                                   |                      |
| 121 | 16 de marzo de 2019      | Bogotá               | Colombia             | Estadio El Campín                                 | 30,000               |
| Centroamérica |                          |                      |                      |                                                   |                      |
| 122 | 19 de marzo de 2019      | Ciudad de Panamá     | Panamá               | Centro de Convenciones Amador                     | 25,000               |
| 123 | 21 de marzo de 2019      | San José             | Costa Rica           | Estadio Nacional                                  | 33,000               |
| 124 | 24 de marzo de 2019      | San Salvador         | El Salvador          | Estadio Jorge "El Mágico" González                | 35,000               |
| 125 | 26 de marzo de 2019      | Ciudad de Guatemala  | Guatemala            | Explanada Cardales de Calaya                      | 25,000               |
| 126 | 29 de marzo de 2019      | Santo Domingo        | República Dominicana | Estadio Olímpico                                  | 20,000               |
| 127 | 31 de marzo de 2019      | San Juan             | Puerto Rico          | Coliseo de Puerto Rico                            | 13,000               |
| Tercera etapa (2019) |                          |                      |                      |                                                   |                      |
| Norteamérica |                          |                      |                      |                                                   |                      |
| 128 | 1 de junio de 2019       | Phoenix              | Estados Unidos       | Talking Stick Resort Arena                        | 15,000               |
| 129 | 4 de junio de 2019       | Oklahoma City        | Estados Unidos       | Chesapeake Energy Arena                           | 15,000               |
| 130 | 6 de junio de 2019       | Kansas City          | Estados Unidos       | Sprint Center                                     | 18,000               |
| 131 | 8 de junio de 2019       | Saint Paul           | Estados Unidos       | Xcel Energy Center                                | 13,000               |
| 132 | 9 de junio de 2019       | Rosemont             | Estados Unidos       | Allstate Arena                                    | 18,000               |
| 133 | 12 de junio de 2019      | Uniondale            | Estados Unidos       | NYCB Live                                         | 17,760               |
| 134 | 14 de junio de 2019      | Newark               | Estados Unidos       | Prudential Center                                 | 20,000               |
| 135 | 15 de junio de 2019      | Boston               | Estados Unidos       | TD Garden                                         | 19,000               |
| 136 | 18 de junio de 2019      | Raleigh              | Estados Unidos       | PNC Arena                                         | 12,000               |
| 137 | 19 de junio de 2019      | Duluth               | Estados Unidos       | Infinite Energy Arena                             | 13,000               |
| 138 | 22 de junio de 2019      | Sunrise              | Estados Unidos       | BB&T Center                                       | 20,000               |
| 139 | 23 de junio de 2019      | Miami                | Estados Unidos       | American Airlines Arena                           | 20,000               |
| 140 | 25 de junio de 2019      | Tampa                | Estados Unidos       | Amalie Arena                                      | 18,000               |
| 141 | 27 de junio de 2019      | Houston              | Estados Unidos       | Toyota Center                                     | 18,050               |
| 142 | 29 de junio de 2019      | Corpus Christi       | Estados Unidos       | American Bank Center                              | 10,000               |
| 143 | 30 de junio de 2019      | Edinburg             | Estados Unidos       | Bert Ogden Arena                                  | 7,500                |
| 144 | 2 de julio de 2019       | Laredo               | Estados Unidos       | Laredo Energy Arena                               | 11,360               |
| 145 | 5 de julio de 2019       | Lubbock              | Estados Unidos       | United Supermarkets Arena                         | 13,000               |
| 146 | 6 de julio de 2019       | El Paso              | Estados Unidos       | Don Haskins Center                                | 12,500               |
| 147 | 12 de septiembre de 2019 | Las Vegas            | Estados Unidos       | The Colosseum at Caesars Palace                   | 4.298                |
| 148 | 13 de septiembre de 2019 | Las Vegas            | Estados Unidos       | The Colosseum at Caesars Palace                   | 4,298                |
| 149 | 15 de septiembre de 2019 | Las Vegas            | Estados Unidos       | The Colosseum at Caesars Palace                   | 4,298                |
| 150 | 16 de septiembre de 2019 | Las Vegas            | Estados Unidos       | The Colosseum at Caesars Palace                   | 4,298                |
| Total | 573 días                 | 78 ciudades          | 15 países            | 78 recintos                                       | 1,875,740            |

## Premios y récords
- El 25 de octubre de 2018 gana el premio "Latin American Music Award" en la categoría "Tour Favorito".[92][93][94]
- Con esta gira logra romper el récord de 30 presentaciones en el Auditorio Nacional de la Ciudad de México llegando a 35 conciertos en dicho recinto en un mismo año.
- El 25 de abril de 2019 gana el "Premio Billboard a la Música Latina" en la categoría "Gira del Año".[95][96][97]

- Grammys latinos 2018: Mejor Álbum Música Ranchera/Mariachi y Álbum del año

- Grammys 2019: Premio Grammy al Mejor Álbum Regional Mexicano y Texano

- El 17 de octubre de 2019 gana el premio "Latin American Music Award" en la categoría "Tour Favorito".[98][99][100]
- Billboard nombró en 2018, como la gira latina más taquillera del mundo desde que se creó la lista en 1990.

## Banda
- Voz: Luis Miguel
- Guitarra eléctrica y acústica: Kiko Cibrian
- Bajo: Lalo Carrillo
- Piano: Mike Rodríguez
- Piano de cola: Ismael Alderete
- Teclados: Salo Loyo
- Batería: Víctor Loyo
- Saxofón: Greg Vail
- Trompeta: Ramón Flores
- Trombón: Alejandro Carballo
- Coros: Anna Berenyi (2018), Lauren Lutostanski (Parte de 2019), Paula Peralta, Mollie Gould
- Mariachi: Mariachi Vargas de Tecalitlán